# MSC-London-Typ

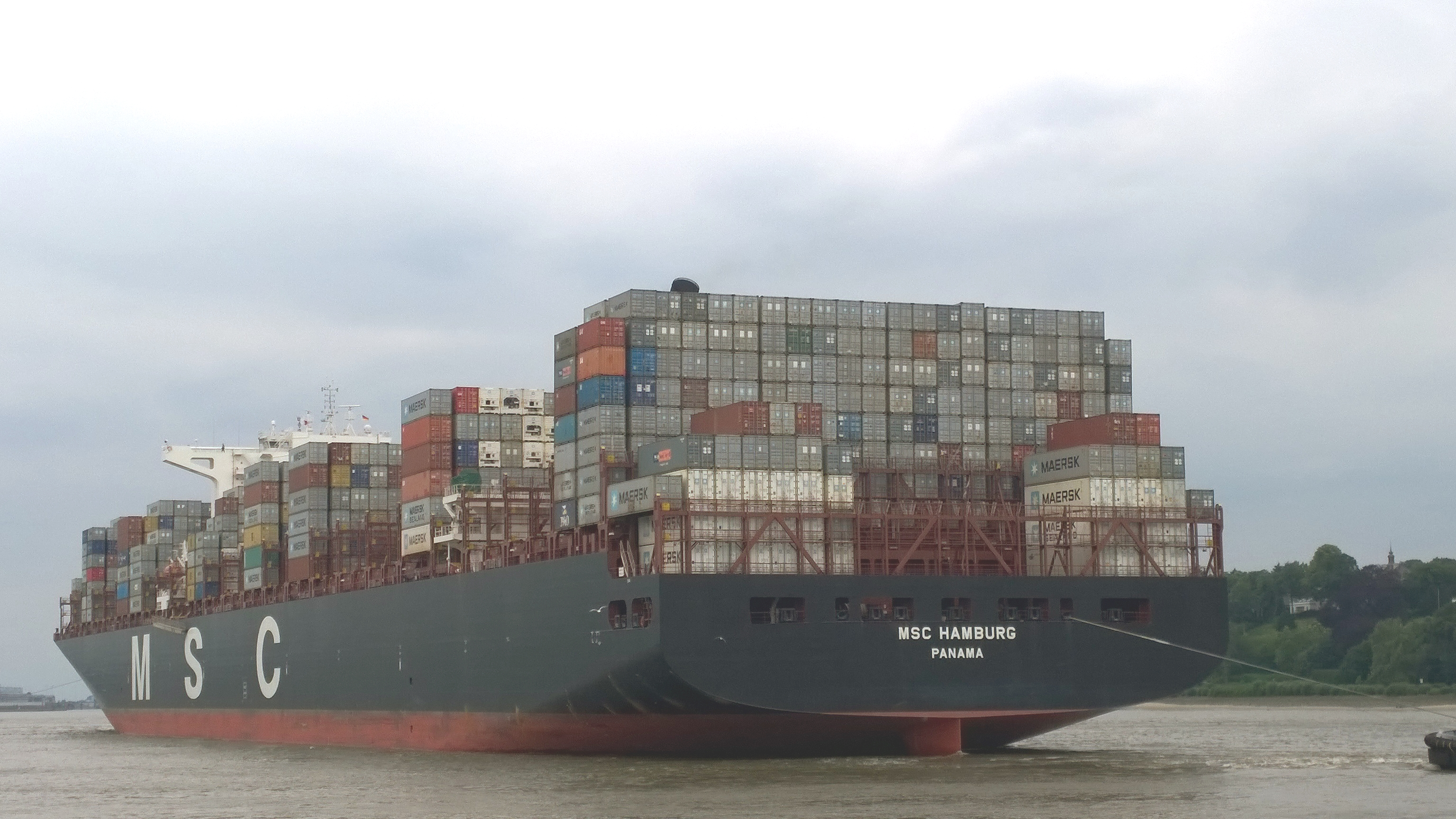
Die MSC Hamburg ausgehend Hamburg im Juli 2016

Die ULCS-Containerschiffe des MSC-London-Typ werden in Langzeitchartern von der Reederei Mediterranean Shipping Company eingesetzt. Vier der Einheiten gehören der Eigentümergesellschaft Zodiac Maritime aus London, zwei weitere der Eastern Pacific Shipping (EPS) aus Singapur.

## Geschichte
Die sechs Einheiten umfassende Baureihe wurde im Oktober 2010 von Zodiac beim südkoreanischen Schiffbauunternehmen STX Offshore & Shipbuilding in Auftrag gegeben. Ursprünglich sollten die Einheiten eine Kapazität von 13.000 TEU besitzen, später wurde der Auftrag zunächst auf 15.908-TEU-Einheiten umgeplant und danach erneut auf eine nochmals deutlich über 16.000 TEU erhöhte Kapazität angepasst. Zwei der Bauaufträge wurden nachträglich von der Eastern Pacific Shipping übernommen. Im Juli 2014 wurde mit der MSC London das erste der Schiffe abgeliefert. Alle Schiff der Klasse werden im Liniendienst zwischen Europa und Ostasien eingesetzt.

## Technik
Schiffbaulich sind die beim Lloyd’s Register of Shipping klassifizierten Schiffe wie die Mehrzahl der schon in Betrieb befindlichen ULCS-Baureihen ausgelegt. Das Deckshaus ist etwa am Ende des vorderen Schiffsdrittels angeordnet, was einen verbesserten Sichtstrahl und somit eine höhere vordere Decksbeladung ermöglicht, während Schornstein und Maschinenanlage im hinteren Drittel liegen. Die Bunkertanks sind unterhalb des Aufbaus angeordnet; sie erfüllen die einschlägigen MARPOL-Vorschriften. Die Laderäume der Schiffe werden mit Pontonlukendeckeln verschlossen. Die maximale Containerkapazität wird mit 16.652 TEU angegeben. Weiterhin sind Anschlüsse für Integral-Kühlcontainer vorhanden. Die An- und Ablegemanöver werden durch ein Bugstrahlruder unterstützt.
Antrieb der Schiffe besteht jeweils aus einem Zweitakt-Dieselmotor, der auf einen einzelnen Festpropeller wirkt.

## Die Schiffe
| MSC-London-Typ | MSC-London-Typ | MSC-London-Typ | MSC-London-Typ   | MSC-London-Typ  |
| Schiffsname    | Baunummer      | IMO-Nummer     | Ablieferung      | Auftraggeber    |
| -------------- | -------------- | -------------- | ---------------- | --------------- |
| MSC London     | 1527           | 9606302        | 10. Juli 2014    | Zodiac Maritime |
| MSC New York   | 1528           | 9606314        | 20. Oktober 2014 | Zodiac Maritime |
| MSC Istanbul   | 1529           | 9606326        | 24. Januar 2015  | Eastern Pacific |
| MSC Amsterdam  | 1530           | 9606338        | 2015             | Zodiac Maritime |
| MSC Hamburg    | 1551           | 9647461        | 2015             | Zodiac Maritime |
| MSC Venice     | 1552           | 9647473        | 2015             | Eastern Pacific |
| Daten: Equasis |                |                |                  |                 |